# ハラルの族長の一覧
ハラルの族長の一覧
- 1647–71年 – アリ・イブン・ダウド
- 1671–1700年 – アブド・アラー1世イブン・アリ
- 1700–21年 – タラ・イブン・アブド・アラー
- 1721–32年 – アブ・バクル1世イブン・アブド・アラー
- 1732–33年 – カラフ・イブン・アビ・バクル
- 1733–47年 – ハミド・イブン・アビ・バクル
- 1747–55年 – ユースフ・イブン・アビ・バクル
- 1755–82年 – アフマド1世イブン・アビ・バクル
- 1782–83年 – ムハマド・イブン・ユースフ
- 1783–94年 – アブド・アル＝シャクール・イブン・ユースフ
- 1794–1821年 – アフマド2世イブン・ムハマド
- 1821–25年 – アブド・アッ＝ラフマーン・イブン・ムハマド
- 1825–34年 – アブド・アル＝カリーム・イブン・ムハマド
- 1834–52年 – アブ・バクル2世イブン・アブド・アル＝ムナン
- 1852–66年 – アフマド3世イブン・アブ・バクル
- 1866–75年 – ムハマド・イブン・アリ・アブド・アシュ＝シャクール
- 1875–84年 – エジプトのヘディーウ位による支配
- 1884–87年 – アブド・アラー2世イブン・アリ・アブド・アシュ＝シャクール

## 外部の繋
- アダルとハラルの族長のリスト